# Wu Chengshu
Wu Chengshu (chinesisch 吴澄舒; * 26. August 1996 in Wuxi, Jiangsu) ist eine chinesische Fußballspielerin.

## Karriere

### Vereine
Von Jiangsu Yinhao kommend wurde sie im November 2022 bis April 2023 an den australischen Klub Canberra United verliehen. Seit Sommer 2023 spielt sie für den französischen Erstdivisionär FCO Dijon.

### Nationalmannschaft
Ihr erstes bekanntes Spiel für die chinesische A-Nationalmannschaft war am 17. Januar 2019 bei einem 3:0-Sieg über Nigeria beim Vier-Nationen-Turnier. Dort wurde sie zur 88. Minute für Gu Yasha eingewechselt. Anschließend hatte sie auch beim Algarve-Cup 2019 noch ein paar Einsätze.
Bis zu weiteren Spielen für die Mannschaft dauert es aber noch ein wenig. Bei der Asienmeisterschaft 2022 war sie dann auch dabei und wurde in fünf Partien eingesetzt, bei denen sie selbst ein Tor erzielte. Am Ende gewann sie mit ihrem Team hier auch den Titel. Auch bei der Ostasienmeisterschaft 2022 war sie mit dabei und landete dort mit ihren Mitspielerinnen auf dem zweiten Platz.
Am 5. Juli 2023 wurde sie für den finalen Kader bei der Weltmeisterschaft 2023 nominiert. Beim ersten Gruppenspiel gegen Dänemark hatte sie dann ihr Turnier-Debüt.